# せんべいおこわ
せんべいおこわは、青森県三戸郡などで食べられている軽食。南部煎餅で米飯類を挟んだものである。名称については複数ある（後述）。

## 概要
せんべいおこわは、南部煎餅に赤飯などを挟んで作られる。主に青森県の八戸市や三戸郡、岩手県の二戸市で食べられている。
せんべいおこわの起源ははっきりとしていないが、農作業中の軽食（こびる、小昼）で食べられていたことははっきりしている。
また、せんべいおこわの特徴は、せんべいで赤飯を挟むことによって型崩れや手が汚れることなどを防ぎ、おにぎりと違って具を気にする必要がないことである。

## 特徴
朝作ったパリパリのせんべいは、赤飯の水気を吸ってもちもちになり適度に食べやすい。

## その他の名称
せんべいおこわとは、正式名称はではなく、最も主流な名称である。「せんべいおこわ」に正式名称というものはない。ここで「せんべいおこわ」以外の名称をいくつか挙げる。
1. おこわせんべい - せんべいを強調した形。
2. こびりっこ - こびる(三戸郡の方言でおやつ、小昼)に食べることから。
3. こびる - こびるに食べることから。
4. ジャパンサンド - 南部煎餅の「白」と赤飯の「赤」を日本の国旗の「白」と「赤」にたとえた名称。
5. はさみっこ - 赤飯を南部煎餅で挟んでいることから。